# Carlota Camacho
Carlota Camacho Hall  (Tampico, Tamaulipas, 1 de octubre de 1876 - Lerdo (Durango), 24 de mayo de 1956) fue una pintora mexicana. Se trata de una de las primeras alumnas de la Escuela Nacional de Bellas Artes, antes conocida como la Academia de San Carlos, donde estudió pintura bajo la tutela de José María Velasco y José Salomé Pina.

## Biografía
Su madre fue Charlotte Hall, de nacionalidad inglesa, quien contrajo matrimonio con Carlos Camacho, diplomático mexicano a quien conoció durante el ejercicio de las funciones de este en Inglaterra. La profesión del padre llevó a la familia a vivir en las ciudades de Quito y Guayaquil, Ecuador, durante la infancia de la artista. Esta tuvo dos hermanos, llamados Margarita y Carlos. Lamentablemente murieron a muy temprana edad tras contraer fiebre escarlatina durante un viaje a la ciudad de Nueva York.
En la Ciudad de México, Camacho ingresó al Colegio de las Damas del Sagrado Corazón, donde realizó estudios de educación básica, y comenzó su educación artística como discípula de la ENBA a temprana edad. Algunas de las condiscípulas de Camacho en la ENBA fueron Merced Zamora y Natalia Baquedano.  A pesar de la muerte de su padre en 1891, Camacho permaneció estudiando en dicha institución hasta 1895, año en que contrajo matrimonio con Herbert Crabtree, un ingeniero inglés que trabajaba en México para la compañía Pearson and Son. Corona y Garibay, al igual que otros autores, resaltan las limitantes que las mujeres enfrentaban en México para seguir una profesión tras contraer matrimonio, y señalan que las nupcias de Camacho significaron el término de su actividad como artista. Ciertamente, el cese de actividad artística en el ámbito público fue, lamentablemente, común en los casos de las mujeres artistas que contrajeron matrimonio, algo que los críticos de arte lamentaron en numerosas ocasiones. Si bien algunas de ellas continuaron pintando para su esfera doméstica o para su círculo social cercano, la exhibición pública de su obra, así como la venta de esta, cesaba prácticamente por completo. Sin embargo, parecería que Camacho encontró una oportunidad para regresar a los círculos artísticos de la Ciudad de México en 1898, cuando esta participó en la XXII Exposición organizada por la Academia, en la cual obtuvo el premio de segundo lugar en el ramo de Pintura de Figura, recibiendo un diploma y una medalla de bronce de manos del Presidente Porfirio Díaz.
Corona y Garibay señalan que poco después de su matrimonio, Camacho y su esposo se establecieron en la ciudad de Veracruz, lugar a donde los llevó la profesión de este. En esta ciudad nacieron sus cuatro hijos: Enriqueta, Carlos, Josefina, Beatriz y Concepción. En 1908 la familia se mudó a la ciudad de Lerdo, Durango, en donde Camacho radicaría hasta su fallecimiento. De nuevo, la mudanza obedecía a la profesión de su esposo, quien trabajaba aún para la misma compañía. Posteriormente, Crabtree aceptaría el consulado de Inglaterra en la Comarca Lagunera.
Los datos que Corona y Garibay ofrecen sobre la vida de Camacho en Durango indican que esta se dedicó a la crianza de sus hijos y al cuidado de sus nietos, enviudando en 1934. Asimismo, estos autores señalan que Camacho realizó obras de caridad para niños, entre éstas, se dedicó a la labor de confeccionar muñecas a las que ella misma pintaba el rostro, las cuales eran obsequiadas a niñas a través de instituciones de caridad. Camacho murió el 24 de mayo de 1956, a los 79 años de edad.

## Obra
Leonor Cortina señala que, a juzgar por la obra que Camacho presentó durante la XXI y XXII exposiciones organizadas por la Academia de San Carlos, esta fue una artista muy prolífica: los catálogos de ambos eventos enlistan una producción muy extensa e incluyen no sólo ejercicios escolares sino también composiciones originales. Dichas exposiciones se realizaron en 1891 y 1898, respectivamente. Asimismo, el trabajo de Camacho fue reconocido en ambas ocasiones, siendo recibido favorablemente por la crítica de arte y recibiendo premios por parte de la Academia, lo cual resulta indicativo de la calidad de su obra. Como indican Corona y Garibay, la artista también participó en la Exposición Colombina de Chicago celebrada en 1893. Estos autores señalan que algunas de las obras de la artista que fueron enviadas a dicha exposición fueron adquiridas por asistentes a la misma, lo cual también podría indicar el que su obra se considerada valiosa de manera contemporánea a su producción y exhibición.
Hasta ahora se conoce sólo una parte de la obra de Camacho. Cortina señalaba que durante la XXII Exposición la artista presentó, además de numerosos estudios y algunas copias y paisajes, “unos objetos chinos, una pastora, un prisionero, una muchacha ofreciendo cerillos y una muchacha llevando flores.”  Asimismo, Cortina identificó dos de sus obras, ambas paisajes, uno de ellos fechado en 1894, las cuales reprodujo en su catálogo. 
Corona y Garibay mencionan los títulos de las pinturas de Camacho que fueron enviadas a la Exposición Colombina de Chicago: “Mi tetera”, “El monje”, “Las uvas”, “Frutas”, “Naturaleza muerta”, “El apóstol” y “El sauce”.  Estos autores también refieren a dos obras más de Camacho, una de ellas identificada como “El preso” y fechada en 1896, y un autorretrato.
Su obra presenta influencias de sus maestros, Velasco y Pina. Al parecer, la más predominante fue la de este último, como señalan Corona y Garibay, quienes destacan que Pina “la consideraba una de sus alumnas más destacadas”.  Si bien la obra que hasta ahora se conoce está también claramente influenciada tanto por el ambiente artístico como por la enseñanza propia de la Academia de San Carlos de fines de siglo, algunas de sus obras resultan de particular interés para su estudio desde una perspectiva de género.
Algunas de sus obras pueden ser vistas en línea gracias al trabajo de divulgación del historiador Sergio Corona, en su página web Crónica de Torreón. 
- Retrato de su hermana, s/f.
- Autorretrato, 1893 y El preso, 1896.